# Wörth an der Lafnitz
Wörth an der Lafnitz est une ancienne commune autrichienne du district de Hartberg en Styrie.